# Al Qubah
31°51′20″N 22°47′28″Ø / 31.85556°N 22.79111°Ø
Al Qubah (arabisk: القبة) er en kommune og by i Libyen. Den er beliggende nordøstligt i landet og har 93.895 indbyggere. Kommunens administrationscenter ligger i byen Al Qubah, ca. 8 km inde i landet fra Middelhavskysten.
Under kolonitiden under Italien var byen Al Qubah også kendt som Giovanni Berta.